# Marina Tagliaferri
Marina Tagliaferri (Roma, 13 dicembre 1953) è un'attrice e doppiatrice italiana.

## Biografia
Diplomata all'Accademia nazionale d'arte drammatica "Silvio D'Amico", ha svolto inizialmente un'intensa attività teatrale con grandi compagnie tra cui Amleto (1974) con Carmelo Bene, Il vantone con Mario Scaccia, Misura per misura con Gabriele Lavia, Il ventaglio con la regia di Luigi Squarzina, Liolà con Ugo Pagliai e Paola Gassman, Otello con Enrico Maria Salerno, Il ritorno di Casanova con Giorgio Albertazzi.
Doppiatrice e attrice di teatro, cinema e televisione, è diventata nota per la partecipazione alla soap opera di Rai 3, Un posto al sole, dove, dal 21 ottobre 1996 al 29 ottobre 2008 e dal 14 giugno 2011 in poi, interpreta il ruolo di Giulia Poggi.
Negli anni dal 1993 al 1996 è stata anche protagonista della campagna pubblicitaria della carne Simmenthal.
Tra gli altri suoi lavori, i film Mignon è partita (1988), regia di Francesca Archibugi, e Senza pelle (1992), regia di Alessandro D'Alatri.
Ha recitato anche in un discreto numero di fiction TV, tra cui: Disperatamente Giulia (1989), I ragazzi del muretto (1991), Il coraggio di Anna (1994), regia di Giorgio Capitani, Linda e il brigadiere (1997) e Un prete tra noi (1997-1999).

### Vita privata
Marina Tagliaferri non è sposata e non ha figli. Si professa cattolica.

## Filmografia

### Cinema
- Arrivederci e grazie, regia di Giorgio Capitani (1988)
- Mignon è partita, regia di Francesca Archibugi (1988)
- Senza pelle, regia di Alessandro D'Alatri (1994)
- S.P.Q.R. - 2000 e ½ anni fa, regia di Carlo Vanzina (1994)

### Televisione
- Edipo re, regia di Vittorio Gassman (1977)
- Il trenino. Favole, filastrocche e giochi (1978)
- Inverno al mare, regia di Silverio Blasi (1982)
- Aeroporto internazionale, regia di Paolo Poeti (1987)
- Disperatamente Giulia, regia di Enrico Maria Salerno (1989)
- E se poi se ne vanno?, regia di Giorgio Capitani (1989)
- Un cane sciolto, regia di Giorgio Capitani (1990)
- Non siamo soli, regia di Paolo Poeti (1991)
- Classe di ferro, episodio Il figlio del reggimento (1991)
- I ragazzi del muretto 2 e 3, registi vari (1993-1995)
- Il coraggio di Anna, regia di Giorgio Capitani (1992)
- Un prete da strada, regia di Giorgio Capitani (1996)
- Uno di noi, regia di Fabrizio Costa (1996)
- Pazza famiglia, 2 episodi (1996)
- Un posto al sole, registi vari (1996-2008, 2011-in corso)
- Caro maestro 2, regia di Rossella Izzo (1997)
- Linda e il brigadiere, episodio L'asciugamano scomparso, regia di Gianfrancesco Lazotti (1997)
- Un prete tra noi, regia di Giorgio Capitani (1997)
- Un prete tra noi 2, regia di Lodovico Gasparini (1999)
- I delitti del cuoco, regia di Alessandro Capone (2010)
- Zodiaco - Il libro perduto, regia di Tonino Zangardi (2012)
- Un posto al sole coi fiocchi, regia di Fabio Sabbioni (2013)
- Che Dio ci aiuti, episodio L'amore che resta (2014)

## Teatro
- Amleto, da William Shakespeare e Jules Laforgue, regia di Carmelo Bene, 1974.
- Il Vantone di Plauto, di Pier Paolo Pasolini, regia di Luigi Squarzina, Roma, Teatro Argentina, 30 ottobre 1976.
- Misura per misura, di William Shakespeare, regia di Luigi Squarzina, Roma, Teatro Argentina, 21 dicembre 1976.
- La finta ammalata, di Carlo Goldoni, regia di Angelo Corti, Roma, Teatro Argentina, 27 ottobre 1976.
- Il commedione di Giuseppe Gioacchino Belli, poeta e impiegato pontificio, di Diego Fabbri, regia di Giancarlo Sbragia, Cesena, Teatro Bonci, 21 febbraio 1978.
- Le donne al parlamento, di Aristofane, regia di Lorenzo Salveti, Pompei, Teatro Grande, 7 luglio 1978.
- Truculentus, di Plauto, regia di Lorenzo Salveti, Teatro Romano di Minturno, 12 luglio 1979.
- Il ventaglio di Carlo Goldoni, regia di Luigi Squarzina, Roma, Teatro Argentina, 25 ottobre 1979.
- Alcesti, di Euripide, regia di Alberto Cagnarli, Teatro Antico di Ostia Antica, 12 agosto 1980.
- L'albergo del libero scambio, di Georges Feydeau, regia di Giulio Bosetti, Torino, Teatro Carignano, 14 ottobre 1980.
- La formidabile rivolta, di Roberto Mazzucco, regia di Tonino Pulci, Roma, Teatro in Trastevere, 28 gennaio 1982.
- Antigone, di Jean Anouilh, regia di Nino Mangano, Teatro Grande di Pompei, luglio 1982.
- Metastasio il vero e pressunto, di Massimo Franciosa, regia di Nino Mangano, Roma, Sala Umberto, 9 marzo 1983.
- Liolà, di Luigi Pirandello, regia di Nino Mangano, Agrigento, 1983.
- Miseria e grandezza del camerino n. 1, di Ghigo De Chiara, regia di Nino Mangano, Benevento, 11 settembre 1984.
- Otello, di William Shakespeare, regia di Giancarlo Sbragia, Verona, Teatro Romano, 3 luglio 1985.
- Storia di commedianti, testo e regia di Ghigo e Franco De Chiara, Roma, agosto 1986.
- Il ritorno di Casanova, di Tullio Kezich, regia di Arman Delcampe, Benevento, 14 settembre 1991.
- Morì di profilo, di Simona Barbieri, regia di Simona Barbieri e Massimo Costa, Roma, Teatro Arciliuto, gennaio 1995.
- Disse mamma non andare, di Charlotte Keatley, regia di Giovanni Lombardo Radice, Roma, Teatro Manzoni, 4 gennaio 1996.
- Fuori servizio, di Andrea Lolli, Roma, Teatro Valle, 14 settembre 1997.
- Aria nova, di Pierpaolo Palladino, Roma, Teatro Quirino, 18 settembre 1998.

## Radio
- Di che sogno sei?, di Stefano Maggiolini (1988)
- Cara, stasera faccio tardi, di Stefano Maggiolini (1989)
- Pensione Bellavista, di Stefano Maggiolini (1990)
- Carol e Betty, di Peter Barnes, regia di Massimo Manna (1991)
- La danza classica, di Peter Barnes, regia di Massimo Manna (1991)

## Doppiaggio

### Film
- Meryl Streep in Dove eravamo rimasti, Il ritorno di Mary Poppins, Panama Papers, The Prom, Lasciali parlare
- Whoopi Goldberg in Il grande cuore di Clara
- Lesley Manville in Uno di noi
- Amy Wright in Turista per caso
- Annette Bening in Valmont
- Mimi Rogers in Sotto massima sorveglianza
- Ana Wagener in Biutiful
- Kathleen Kinmont in Nome in codice: Alexa, Nome in codice: Alexa 2
- Marion Bailey in Turner
- Kelly LeBrock in Duro da uccidere
- Amy Irving in Dall'altro lato della strada
- Goldie Hawn in Una bionda per i Wildcats
- Christine Baranski in Into the Woods
- Lesley-Anne Down in Il giustiziere della notte 5
- Patti Smith in Song to Song
- Christiane Millet in Un amore sopra le righe
- Édith Le Merdy in Florida
- Ann Cusack in Sully
- Micheline Bernard in Matthias & Maxime
- Genevieve Picot in Istantanee
- Penelope Wilton in L'arma dell'inganno - Operation Mincemeat
- Sinéad Cusack in Napoleon
- Annette Badland in A Quiet Passion
- Ariane Ascaride in E la festa continua!

### Film d'animazione
- Eunice in L'era glaciale 4 - Continenti alla deriva
- Judith ne Nel paese delle creature selvagge
- Sindaco McCaskill in LEGO Batman - Il film
- Babe in Luck
- Merton McSnurtle/Guscio Duro in DC League of Super-Pets
- Cesira in Manodopera

### Serie televisive
- Mel Harris in In famiglia e con gli amici
- Jessica Walter in 90210
- Robbie Stevens in Grey's Anatomy
- Loly Sanchez e Chony Fuentes in Leonela
- Jane Seymour ne Il metodo Kominsky
- Laila Robins in The Boys
- Georgie Glen in Dietro i suoi occhi
- Celia Imrie in The Diplomat
- Mariola Fuentes in Qualcuno deve morire
- Vicki Lawrence in Hanna Montana